# نجمیه باتمانقلیچ
نجمیه خلیلی باتمانقلیچ سرآشپز و نویسنده آشپزی، ایرانی آمریکایی است.

## زندگی
نجمیه خلیلی در سال ۱۳۲۶ در تهران به دنیا آمد. او مدارک لیسانس و فوق لیسانس خود را در آمریکا دریافت کرد. وی پس از انقلاب ایران به فرانسه رفت و اولین کتاب آشپزی خود را نوشت. او جوایز متعددی برای کتابهایش برنده شده‌است. او هم‌اکنون در جرج‌تاون، واشینگتن دی سی زندگی می‌کند و آشپزی ایرانی تدریس می‌کند. پسران او رستم باتمانقلیچ عضو گروه موسیقی ومپایر ویکند و زال کارگردان هستند.

## کتب آشپزی
- Ma Cuisine d'Iran (Grancher, Paris, 1984)
- Food of Life (2010) and New Food of Life: Ancient Persian and Modern Iranian Cooking and Ceremonies (Mage, 1986 and 1992-2009)
- Persian Cooking for a Healthy Kitchen (Mage, 1994, 2006)]
- A Taste of Persia: An Introduction to Persian Cooking (Mage 1999–2006, I.B. Tauris, London 1999–2007)]
- Silk Road Cooking: A Vegetarian Journey (Mage, 2002, 2004).]
- From Persia to Napa: Wine at the Persian Table (Mage, 2006)]
- Happy Nowruz: Cooking with Children to Celebrate the Persian New Year (Mage, 2008)]